# Bataille de Fort Frontenac
Guerre de Sept Ans
Batailles
- Minorque (navale) (1756)
- Pirna (1756)
- Lobositz (1756)
- Reichenberg (1757)
- Prague (1757)
- Kolin (1757)
- Hastenbeck (1757)
- Gross-Jägersdorf (1757)
- Moys (1757)
- Rochefort (1757)
- Rossbach (1757)
- Breslau (1757)
- Leuthen (1757)
- Carthagène (navale) (1758)
- Olomouc (1758)
- Saint-Malo (1758)
- Rheinberg (1758)
- Krefeld (1758)
- Domstadl (1758)
- Cherbourg (1758)
- Zorndorf (1758)
- Saint-Cast (1758)
- Tornow (1758)
- Lutzelberg (1758)
- Hochkirch (1758)
- Bergen (1759)
- Kay (1759)
- Minden (1759)
- Kunersdorf (1759)
- Neuwarp (navale) (1759)
- Hoyerswerda (1759)
- Baie de Quiberon (navale) (1759)
- Maxen (1759)
- Meissen (1759)
- Glatz (1760)
- Landshut (1760)
- Corbach (1760)
- Emsdorf (1760)
- Dresde (1760)
- Warburg (1760)
- Liegnitz (1760)
- Rhadern (1760)
- Berlin (1760)
- Kloster Kampen (1760)
- Torgau (1760)
- Belle-Île (1761)
- Langensalza (1761)
- Cassel (1761)
- Grünberg (1761)
- Villinghausen (1761)
- Ölper (1761)
- Kolberg (1761)
- Wilhelmsthal (1762)
- Burkersdorf (1762)
- Lutterberg (1762)
- Reichenbach (1762)
- Almeida (1762)
- Valencia de Alcántara (1762)
- Nauheim (1762)
- Vila Velha de Ródão (1762)
- Cassel (1762)
- Freiberg (1762)

- Jumonville Glen (1754)
- Fort Necessity (1754)
- Fort Beauséjour (1755)
- 8 juin 1755
- Monongahela (1755)
- Petitcoudiac (1755)
- Lac George (1755)
- Fort Bull (1756)
- Fort Oswego (1756)
- Kittanning (1756)
- En raquettes (1757)
- Pointe du Jour du Sabbat (1757)
- Fort William Henry (1757)
- German Flatts (1757)
- Lac Saint-Sacrement (1758)
- Louisbourg (1758)
- Le Cran (1758)
- Fort Carillon (1758)
- Fort Frontenac (1758)
- Fort Duquesne (1758)
- Fort Ligonier (1758)
- Québec (1759)
- Fort Niagara (1759)
- Beauport (1759)
- Plaines d'Abraham (1759)
- Sainte-Foy (1760)
- Neuville (1760)
- Ristigouche (navale) (1760)
- Mille-Îles (1760)
- Signal Hill (1762)

- Cap-Français (1757)
- Martinique (1759)
- Guadeloupe (1759)
- Dominique (1761)
- Martinique (1762)
- Cuba (1762)

- Chandernagor (1757)
- Plassey (1757)
- Gondelour (1758)
- Négapatam (navale) (1758)
- Condore (1758)
- Madras (1758)
- Pondichéry (navale) (1759)
- Masulipatam (1759)
- Chinsurah (1758)
- Wandiwash (1760)
- Pondichéry (1760-1761)
- Manille (1762)

- Saint-Louis (1758)
- Gorée (1758)
- Gambie

La bataille de Fort Frontenac, qui a lieu du 25 au 27 août 1758, est une victoire britannique du théâtre nord-américain de la guerre de Sept Ans. La bataille a pour théâtre le Fort Frontenac, sur l'emplacement de la ville actuelle de Kingston en Ontario. Le fort occupait une position stratégique, située à la jonction du fleuve Saint-Laurent et du lac Ontario.
Durant la bataille, une armée de plus de 3 000 soldats britanniques assiège les 110 soldats français et 180 guerriers Hurons, qui étaient sous le commandement du Pierre-Jacques Payen de Noyan à l'intérieur du fort. Les Français négocient leur reddition deux jours plus tard. La victoire britannique coupe une des deux lignes principales de communication et d'alimentation entre les villes de Montréal et Québec et les forts de l'ouest. Cependant, l'autre itinéraire, le long de la rivière des Outaouais, reste ouvert pendant toute la guerre.

## Contexte
Au début du mois de juillet 1758, les espoirs sont grands, pour la Grande-Bretagne et ses colonies américaines, d'éliminer la Nouvelle-France. Depuis trois ans, la guerre fait rage en Amérique. Même si les armées britanniques connaissent quelques succès limités, il n'en demeure pas moins que les Français se sont révélés plus coriaces que prévu. Ceux-ci ont gagné à Monongahela en 1755 et, sous les ordres du marquis de Montcalm, ont conquis les forts Oswego en 1756 et William-Henry en 1757.
Cependant, en juin 1758, plusieurs régiments britanniques sont envoyés en Amérique du Nord et des milliers de néo-britanniques s'enrôlent dans les troupes coloniales. Contre de telles forces, ils espèrent que la Nouvelle-France s'effondrera une bonne fois pour toutes. Une grande armée sous les ordres du général Amherst doit tenter de s'emparer de la forteresse de Louisbourg sur l'île du Cap-Breton. Pendant ce temps, une autre armée doit remonter la vallée de l'Ohio pour s'emparer du Fort Duquesne. Cependant l'assaut principal, sous les ordres du général James Abercromby, doit se faire au Fort Carillon, entre les Lacs Champlain et George. Après leur cuisante défaite au fort Carillon, le 8 juillet 1758, les forces anglo-américaines veulent oser un coup d'éclat pour rehausser leur moral.
C'est Bradstreet qui avait eu l'idée d'attaquer le fort Frontenac quelque temps avant la bataille de Fort Carillon, et tenta de le remettre à l'ordre du jour après cette défaite cinglante. Malgré la résistance initiale de plusieurs officiers, il finit par être adopté à l'unanimité. Le 13 juillet, le major général James Abercrombie ordonna à certains éléments des régiments de New York, du New Jersey, du Rhode Island et du Massachusetts, ainsi qu'à un détachement de l'artillerie Royale et à plusieurs « battoemen », de se rendre à Schenectady. De là, ils devaient rejoindre le régiment du Massachusetts du colonel William.

## Le plan de John Bradstreet

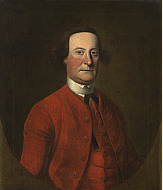
John Bradstreet

John Bradstreet était un officier de l'armée régulière. Il fut «nommé» officier dans le régiment de son père, le 40e régiment à pied (futur 2nd Somersetshire) en 1735 et avait déjà participé à plusieurs campagnes lorsqu'il rejoignit Abercromby en 1758. Devenu lieutenant-colonel, il avait commencé à recruter des « battoemen » (colons armés et spécialisés dans la construction de barques de transport) et projetait de prendre le Fort Frontenac. Cependant son commandant, Abercromby, avait décidé de concentrer toutes ses forces sur le Fort Carillon. Les bateaux de Bradstreet avaient quand même permis de transporter les troupes d'Abercromby sur le Lac George, et ses « battoemen » se battirent en tant que tirailleurs lors de la bataille du 8 juillet 1758. Lors de la retraite, Bradstreet insista fortement pour une nouvelle opération militaire et immédiate contre un autre fort français.

## Historique de la bataille
Un bon compte rendu de la campagne et de la prise de Fort Frontenac fut compilé par Tobias Smollett. Son histoire de cette période fut écrite environ trois ans après les événements et il est certain qu'il a eu accès aux documents officiels relatifs à la campagne, tels que la London Gazette, les journaux de guerre du régiment, certaines dépêches officielles. Il eut également des entrevues personnelles avec les participants.

## Ordre de bataille
Les forces anglo-américaine du lieutenant-colonel John Bradstreet du 60e Royal Americans sont:
- Royal Artillery : 27;
- Forces régulières : 155;
- Rangers (ou éclaireurs) : 60;
- Régiment de New York : 1 112;
- Régiment du Massachusetts (colonel Joseph William) : 432;
- Régiment du Massachusetts (colonel Thomas Doty) : 248;
- Régiment du Rhode Island : 318;
- Régiment du New Jersey : 418;
- « Battoemen » : 270;
- Iroquois : 42;

Soit un total de 3 082 hommes.
Les forces françaises du commandant Pierre-Jacques Payen de Noyan étaient composées de seulement 110 Français, de 108 Indiens et des femmes et d'enfants. Précisons que sur les 110 hommes, il y avait seulement 48 soldats et 5 officiers (soldats des Compagnies franches de la marine). Le reste était composé de menuisiers, charpentiers, etc.

## Conséquences
La prise de Fort Frontenac par les troupes anglo-américaines constitue un autre revers français. À court terme, les conséquences stratégiques de la destruction de ce fort n'étaient pas graves, mais pour la première fois, les communications françaises avec Niagara, Détroit et les forts de l'Ohio se trouvaient sérieusement menacées. Le fort Duquesne (présentement Pittsburgh) était maintenant totalement isolé. De plus, le succès britannique amena plusieurs tribus indiennes à changer leur alliance avec les Français, en changeant de camp. Chose plus grave encore, la porte arrière vers Montréal était grandement ouverte à une future invasion, qui se fera deux ans plus tard.

## Sources et bibliographie
- (en) Tobias Smollett, A Complete History of England, 1765 (as continuation of the History published by Hume). Edition used for the quoted compilation was the 1822 edition published by Baynes and Son et al, Printed by J.F. Dove at St. Johns’s Square, Londres.
- (en) René Chartrand, Fort Frontenac 1758 : Saving face after Ticonderoga, Osprey Publication, 2000.
- Pierre Pouchot, Mémoires sur la dernière guerre de l'Amérique septentrionale entre la France et l'Angleterre, Sillery, Québec, Septentrion, 2003, 322 p. (ISBN 978-2-894-48303-9, lire en ligne)
- Henri-Raymond Casgrain, Guerre du Canada. 1756-1760, t. 1, Editions L.-J. Demers et frère (Québec), 1891 (lire en ligne)
- Guy Frégault, La Guerre de la Conquête, Montréal, Fides, 2009, 514 p. (ISBN 978-2-7621-2989-2)
- Sophie Imbeault et Jacques Mathieu, La guerre des Canadiens, 1756-1763, Québec, Septentrion, 2013, 280 p. (ISBN 978-2-894-48723-5 et 978-2-896-64761-3) [présentation en ligne].
- Edmond Dziembowski, La guerre de Sept Ans, Paris, éditions Perrin, coll. « Tempus », 2018, 851 p. (ISBN 978-2-262-07502-6)
- Laurent Veyssière (dir.) et Bertrand Fonck (dir.), La guerre de Sept Ans en Nouvelle-France, Québec, Septentrion (Canada) et PUPS (France), 2012, 360 p. (ISBN 978-2-89448-703-7)